# (11762) Vogel
(11762) Vogel és un asteroide pertanyent al cinturó d'asteroides, descobert el 24 de setembre de 1960 per Ingrid van Houten-Groeneveld i Cornelis Johannes van Houten sobre plaques de Tom Gehrels preses des de l'Observatori Palomar, als Estats Units.
Inicialment es va designar com a 6044 P-L. Més endavant va sera nomenat en honor de l'astrònom alemany Hermann Carl Vogel (1841-1907).
Orbita a una distància mitjana del Sol de 2,9044 ua, podent acostar-s'hi fins a 2,8214 ua i allunyar-se'n fins a 2,9874 ua. Té una excentricitat de 0,0285 i una inclinació orbital de 1,2915° graus. Triga a completar una òrbita al voltant del Sol 1807 dies.
La seva magnitud absoluta és 13,3. Té 5,886 km de diàmetre. Té una albedo estimada de 0,293. El valor del seu període de rotació és de 6,218 h.